# 커트 카스즈너
커트 카스즈너(Kurt Kasznar, 1913년 8월 12일 ~ 1979년 8월 6일)는 미국의 연극 배우, 영화 배우, 작가, 텔레비전 배우이다.

## 영화
- 서든리, 러브 (1978년) - 루리아 박사 역
- 원더 우먼 - TV 시리즈 (1975년)
- 폴라인의 모험 (1967년)
- 사이렌서 잠복 부대 (1967년)
- 007 카지노 로얄 (1967년)
- 첫사랑 (1959년)
- 여로 (1959년)
- 레전드 오브 더 로스트 (1957년)
- 무기여 잘 있거라 (1957년)
- 애니씽 고즈 (1956년)
- 마이 시스터 에일린 (1955년)
- 클라이막스! (1954년)
- 내가 마지막 본 파리 (1954년)
- 섬브레로 (1953년)
- 그녀에게 기회를 (1953년)
- 키스 미 케이트 (1953년)
- 릴리 (1953년)
- 형제는 용감했다 (1953년)
- 더 라이트 터치 (1952년)
- 해피 타임 (1952년)
- 러브리 투 룩 앳 (1952년)